# Il Conciliatore
(Silvio Pellico)
Il Conciliatore è stato un periodico milanese, pubblicato con cadenza bisettimanale, che fu il principale organo del primo romanticismo italiano.
Fondato nel 1818 da Silvio Pellico e Giovanni Berchet, venne soppresso dagli austriaci nel 1819.

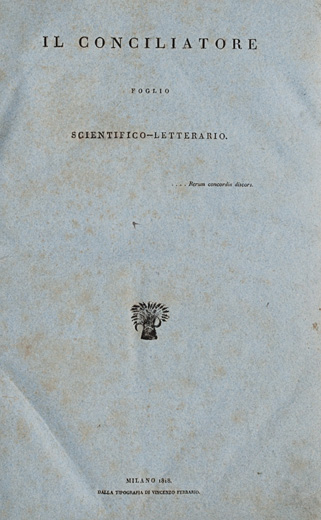
Il Conciliatore, stampato sulla caratteristica carta azzurra

## I fondatori
I finanziatori furono Luigi Porro Lambertenghi e Federico Confalonieri, ricchissimi proprietari terrieri lombardi, di antica e nobile casata, che coinvolsero intellettuali a loro vicini, quali Silvio Pellico, Piero Maroncelli, Giovanni Berchet, Adeodato Ressi e Ludovico di Breme. Essi affidarono la pubblicazione allo stampatore Vincenzo Ferrario.

## Il programma editoriale
Il titolo intendeva esprimere la volontà di assumere posizioni non radicali né in politica né in letteratura, ma di fatto l'orientamento prevedeva un indirizzo multidisciplinare, aperto anche a "materie utili" come l'economia, la tecnica, il diritto. 
Il piano redazionale comprendeva:
- Scienze morali;
- Letteratura e critica;
- Statistica, economia, manifatture, agricoltura, arti e scienze;
- Varietà.

È possibile perciò riconoscere una linea di continuità con l'altro importante periodico milanese di qualche decennio prima, Il Caffè del Verri (1764-1766).
Il motto della rivista fu Rerum concordia discors, motivato dal desiderio di conciliare tutti i veri amanti del vero.
Nel primo numero, uscito il 3 settembre 1818, comparve il programma, scritto da Pietro Borsieri.

## L'importanza per la cultura italiana
Nei due anni recano il loro contributo alcuni dei migliori pensatori della prima restaurazione: Pietro Borsieri, Giuseppe Pecchio, Gian Domenico Romagnosi, Melchiorre Gioia.
Gli scritti compresero recensioni di libri, per lo più stranieri, di politica, di letteratura, di storia e di costumi, allo scopo di allargare l'orizzonte della cultura italiana.
Nel novembre-dicembre 1818 Ermes Visconti firmava sei fondamentali articoli che saranno poi raccolti in volume sotto il titolo di Idee elementari sulla poesia romantica.
Alessandro Manzoni non era lontano dal gruppo pur senza farne parte attiva. Foscolo, in quegli anni esule in Inghilterra, promise di collaborare, ma non riuscì a mantenere la promessa.

## La reazione austriaca
Per ragioni politiche, legate alle tematiche patriottiche e risorgimentali che vi trovavano spazio, il giornale ebbe vita breve: la censura austriaca iniziò a fare pressioni sempre più insistenti sul Pellico, finché il 26 ottobre 1819 questi fu convocato al commissariato di polizia dove il conte Villata gli impose di non inviare più articoli di natura politica alla censura, pena la sua espulsione dal regno. 
Gli amici e collaboratori del giornale decisero così, come atto di solidarietà e insieme di estrema protesta, di sopprimere il giornale. Contemporaneamente il governo austriaco fece stampare il giornale L'attaccabrighe teso a criticare duramente i movimenti romantici.
L'esperienza del Conciliatore fu tuttavia proseguita in Toscana dall'Antologia, fondata da Vieusseux e Gino Capponi nel 1821, mentre già nel 1824 Romagnosi diede vita a una nuova rivista milanese, il Giornale Universale di Statistica, che come la precedente aveva un carattere liberal-progressista, rivolta allo studio di vari rami del sapere, dalla storia al commercio, alle scienze, all'economia politica.